# راهو وينهو
 راهو وينهو  مسلسل مغربي من إنتاج عام 2016.

## قصة المسلسل
مسلسل من 30 حلقة ناطق باللهجة الحسانية يحكي قصة رجل عاش حياة بذخ وتبذير تحولت لحياة بخل ومعاناة بعد وفاة والده رجل الأعمال الشيء الذي أثر على كل لأفراد عائلته.  